# 용호방
용호방(柔道龍虎榜, Throw Down)은 중국에서 제작된 두기봉 감독의 2004년 액션, 드라마 영화이다. 곽부성 등이 주연으로 출연하였고 두기봉 등이 제작에 참여하였다.

## 출연

### 주연
- 곽부성
- 고천락
- 양가휘
- 진소춘
- 응채아
- 시우파이 청
- 채일지
- 노해붕